# Rainer Winkel
Rainer Winkel (* 11. Juli 1943 in Dresden; † 26. April 2021) war ein deutscher Schulpädagoge und Professor an der Universität der Künste Berlin, der auch als Schriftsteller tätig war.

## Leben
Nach einem Lehrerstudium in Bonn und Paderborn war Winkel zunächst als Grund- und Hauptschullehrer tätig. Es folgte ein Zweitstudium an der Ruhr-Universität Bochum in Pädagogik, Philosophie und Psychologie. Nach dem Magisterabschluss 1971 promovierte er 1973 bei Jakob Muth und habilitierte sich 1975. 
In Essen gründete er die dortige Freie Schule, arbeitete einige Jahre in ihr und war an der Universität/Gesamthochschule Essen als apl. Professor tätig. Ab 1980 war Rainer Winkel Hochschullehrer für Erziehungswissenschaft an der Universität der Künste Berlin. 1991 gründete Rainer Winkel die J. A. Comenius-Stiftung zur Unterstützung Not leidender Kinder und Jugendlicher, wofür er das von seinem Vater geerbte Vermögen zur Verfügung stellte. Ab 1998 plante Winkel die evangelische Gesamtschule Gelsenkirchen-Bismarck mit und fungierte auch die ersten fünf Jahre als Gründungsrektor dieser Reformschule. Zu diesem Zweck wurde er von seinen Lehrverpflichtungen entbunden. Ab 2003 lehrte Winkel zusätzlich an der Rheinischen Friedrich-Wilhelms-Universität in Bonn.
1997 entwickelt er eine nach ihm benannte Schultheorie, fundiert in seinem Werk Der gestörte Unterricht, in dem er eine neue Theorie der Unterrichtsstörungen diskutierte. Im Zuge der kommunikativen Didaktik forderte er, Unterrichtsstörungen als subjektiv interpretierte Gegebenheiten zu betrachten und weder von Lehrer- noch von Schülerseite eine Bewertung vorzunehmen. Stattdessen solle nur das als Störung klassifiziert werden, was den Verlauf des Lehr- und Lernprozesses beeinflusst. Winkel vertrat die These, dass jedes menschliche Verhalten eine Ursache hat und eine Störung des Unterrichtsverlaufs stets eine implizite Botschaft des Schülers enthält. „Eine Unterrichtsstörung liegt dann vor, wenn das Lehren und Lernen stockt, aufhört, pervertiert oder unerträglich oder inhuman wird.“ So kann der Störenfried beispielsweise sein Desinteresse am Unterrichtsinhalt, seinen Zweifel an den Normen des Lehrers und seine Beschäftigung mit eigenen außerschulischen Problemen zum Ausdruck bringen.
Winkel war seit 1980 Mitherausgeber und Schriftleiter verschiedener pädagogischer Zeitschriften und der Schriftenreihe „Grundlagen der Schulpädagogik“, ab 1997 mit Astrid Kaiser. Seine Bibliografie weist mehrere Hundert Aufsätze sowie mehr als 30 Buchveröffentlichungen auf, zu denen auch mehrere Romane sowie Erzählungen gehören. Winkel starb im April 2021 im Alter von 77 Jahren.

## Schriften (Auswahl)
- Der gestörte Unterricht. Diagnostische und therapeutische Möglichkeiten. 10. Auflage. Baltmannsweiler 2011.
- Theorie und Praxis der Schule oder Schulreform konkret. Im Haus des Lebens und Lernens. Hohengehren 1997.
- Gespräche mit Pädagogen. Bildung – Erziehung – Schule. Weinheim/Basel 1989.
- Pädagogische Psychiatrie für Eltern, Lehrer und Erzieher. S. Fischer, Frankfurt am Main.
- Antinomische Pädagogik und kommunikative Didaktik. Studien zu den Widersprüchen und Spannungen in Erziehung und Schule. 2. Auflage. Schwann Verlag, Düsseldorf 1998.
- Das Ende der Schule oder Alternativprogramme im Spätkapitalismus. List, München 1974.

## Über Rainer Winkel
- Benikowski, Bernd / Hörmann, Georg / Kaiser, Astrid (Hrsg.): Antinomische Pädagogik und Kommunikative Didaktik – Ein Rück- und Ausblick. In Memoriam Rainer Winkel. Baltmannsweiler 2022.